# North Yorkshire
North Yorkshire é um condado da Inglaterra, sendo o maior deles em termos de superfície.
Está localizado na região de Yorkshire e Humber, sendo uma pequena parte na região do Nordeste. Por ser um dos maiores condados da Inglaterra, Yorkshire possui muitas indústrias que estão em constante desenvolvimento, por causa do grande número de exportações dos produtos locais. 
Ademais, tem atrativos turísticos, incluindo os famosos e românticos pubs locais. North Yorkshire é também um ótimo lugar para se estudar possuindo grandes universidades incluindo uma filial de Oxford e a renomada Universidade De Yorkshire conhecida no mundo inteiro pelos cursos de Medicina e Biologia.